# Pep Agut Bonsfills
Pep Agut Bonsfills (Terrassa, 1961) és un artista visual català considerat un representant de l'art conceptual. Partint de la seva formació en pintura i fotografia centra el seu interès en els límits de la representació, el paper de l'artista i el lloc de l'art. El seu treball desvetlla la problemàtica entre la realitat i la representació i entre el llenguatge i la significació. Ha impartit seminaris a la Universitat de Barcelona i coordina i participa en debats i conferències.
Va estudiar a la Facultat Sant Jordi de Belles Arts, Universitat de Barcelona (1979 – 1984). Participà en els Jocs Olímpics d'Estiu de 1984, oficialment anomenats Jocs de la XXIII Olimpíada celebrats l'estiu de 1984. Entre el 1988 i el 1991 va viure a Colònia (Alemanya). El 1991 es traslladà a París com a artista resident per a la Fundació Cartier d'Art Contemporani, i el 1992 tornà a Barcelona. Actualment viu entre Terrassa i París.
Inicialment es va dedicar a la pintura, però cap a finals dels vuitanta començà a treballar en instal·lacions i posteriorment incorporà altres mitjans com el vídeo. Treballa amb tota mena de materials. Li interessa la reflexió sobre el procés de creació de l'obra, l'espai on és exhibida i les estratègies de visió. Els temes més usuals al llarg de la seva trajectòria són l'habitacle, les vitrines, la pintura, les finestres, les maquetes de llum i les projeccions, entre d'altres.

## Presència en museus i col·leccions
La seva obra forma part de diferents col·leccions:
- Museu d'Art Contemporani de Barcelona - MACBA, Barcelona. Els símptomes són paraules, atrapades al cos,[2] Petó atòmic (1968),[3] Sense títol (1986),[4] T.E. VIII (1988),[5] Sense Títol (1990),[6] Malgrat la teva absència, t'estimo (2010)[7]
- Fundació Vila Casas, Barcelona. Tornar a l'urb, Les prisons I (vous etes ici), Les prisons II (vous etes ici)[8]
- Col·lecció "la Caixa" d'Art Contemporani, Barcelona. Sense títol (1988)[9]
- Museo Nacional Centro de Arte Reina Sofía, Madrid. Rescue attemp. Nonsense (Tentativa de salvación. Absurdo) (1994), Distancia Zero (1994), Hèrcules (Autoretrat en devaluació econòmica i plusvàlua cultural) (2008)[10]
- FRAC – Languedoc-Roussilon, Montpeller. Sans titre (Jeff Wall) (1992),[11] Sans titre (Sanchez Cotan) (1992),[12] Jardins publics (1997)[13]
- Art Works The Deutsche Bank Collection[14]
- Julia Stoschek Collection, Düsseldorf
- Museu d'Art Jaume Morera de Lleida

## Institucions que el representen
- Àngels Barcelona, Barcelona
- Trayecto Galería, Vitoria-Gasteiz
- Aural Galería, Alicante-Madrid